# Пикуль, Владимир Васильевич
Влади́мир Васи́льевич Пи́куль (2 ноября 1935, Уссурийск — 28 мая 2015, Владивосток) — советский и российский учёный-механик, доктор физико-математических наук, профессор, член Российского Национального комитета по теоретической и прикладной механике (1987—2015).

## Биография
Родился в 1935 году в г. Уссурийск Приморского края. В 1953 году окончил среднюю школу, с 1953 по 1959 год учился на кораблестроительном факультете ДВПИ им. Куйбышева во Владивостоке. После получения диплома инженера-кораблестроителя работал конструктором в Приморском ЦКБ МПС СССР (1959—1964).
С 1964 года работал в Хабаровском филиале центрального научно-исследовательского института технологии судостроения в должности старшего инженера, а затем начальника отдела. Возглавлял исследования по разработке технологии изготовления трехслойных панелей с заполнителем из пенополиуретана и изобрел новый способ изготовления таких панелей. Исследования по созданию трехслойных панелей завершились в 1969 году защитой диссертации на соискание ученой степени кандидата технических наук.
В конце 1970 года вернулся с семьей во Владивосток. Преподавал на кафедре высшей математики Дальрыбвтуза (г. Владивосток), затем перешел на работу в ДВПИ старшим преподавателем кафедры сопротивления материалов.
В 1973 году был принят на должность старшего научного сотрудника лаборатории систем навигации и управления ИАПУ ДВНЦ АН СССР, занимался проектированием корпусов подводных роботов.
В 1982 году в Казанском госуниверситете защитил докторскую диссертацию по теории однородных оболочек, а в 1985 году была создана лаборатория моделирования процессов деформирования твердых тел и конструкций, руководителем которой он стал. Работая в ДВПИ-ДВГТУ, активно занимался научной работой в области механики оболочек и создания новых композиционных материалов на основе стеклометаллокомпозита.
В 1986 году стал первым главным научным сотрудником ИАПУ ДВНЦ АН СССР.
В 1993 году присвоено ученое звание профессора по кафедре сопротивления материалов ДВПИ.
В 1996 году был избран заведующим кафедрой прикладной математики ДВГТУ, которая с 1997 года по его инициативе была преобразована в кафедру прикладной математики и механики.
С 2006 года начал работать в ИПМТ ДВО РАН в должности заведующего лабораторией проблем прочности глубоководной техники. В лаборатории были получены образцы стеклометаллокомпозита, которые можно использовать для создания прочных корпусов подводных аппаратов.
Скончался в 2015 году во Владивостоке на 80-м году жизни, похоронен на Морском кладбище.

## Научная деятельность и труды
Автор 160 научных работ, среди которых 5 монографий, 2 учебника, 13 авторских свидетельств и патентов.
Основные научные достижения относятся к области теории прочности и устойчивости оболочек, упругих свойств многослойных композиционных конструкций на основе стекла. Установил специфические закономерности поведения оболочечных тел и создал физически состоятельную теорию оболочек.
Предложил формализованный метод решения краевых задач с оценками погрешности искомых функций и их производных.
Изобрел новый способ изготовления ударостойких композитных оболочек на основе стекла. Автор теории многослойных оболочек и инженерной расчетной методики при создании и испытаниях прочных корпусов подводной робототехники.
Автор фундаментальной работы «Механика оболочек», в которой изложены основные результаты его исследований.

## Педагогическая деятельность и труды
12 лет (с 1996 по 2007) заведовал кафедрой прикладной математики и механики ДВГТУ, до июня 2009 года — профессор-консультант этой кафедры. Совмещал педагогическую деятельность с научной работой в ИАПУ ДВО РАН.
Опыт работы в области прикладной механики обобщил в своем учебнике «Механика деформирования твердого тела», ч.1. и «Механика оболочек», ч.2.

## Награды, признание
- Нагрудный знак Министерства образования РФ «Почетный работник высшего профессионального образования РФ» (2003)[1]

- Нагрудный знак «Изобретатель СССР» (2003)

- Диплом программы «300 лучших учебников для высшей школы в честь 300-летия Санкт-Петербурга» за учебник «Современные проблемы науки в области прикладной механики. Ч. 1 : Механика деформируемого твердого тела» (2003)[4].

- Медаль «300 лет Российскому флоту» (1996)

- Член-корреспондент академии инженерных наук РФ (1995)

- Член Национального комитета СССР по теоретической и прикладной механике и член Российского Национального комитета по теоретической и прикладной механике (1987)[5]

- Медаль «Ветеран труда» (1985)

- Серебряная медаль ВДНХ за изобретение технологии изготовления трехслойных панелей с заполнителем из пенополиуретана (1968).

## Семья
Жена — Пикуль Маргарита Вениаминовна.